# Prêmio IJCAI por Excelência em Pesquisa
O Prêmio IJCAI por Excelência em Pesquisa (em inglês:  IJCAI Award for Research Excellence) é um prêmio bianual concedido inicialmente na International Joint Conference on Artificial Intelligence para pesquisadores em inteligência artificial como reconhecimento da excelência de suas carreiras. A partir de 2016 a conferência ocorre anualmente, quando o prêmio passou a ser anual.

## Recipientes
- 1985 John McCarthy
- 1989 Allen Newell
- 1991 Marvin Minsky
- 1993 Raymond Reiter
- 1995 Herbert Simon
- 1997 Aravind Joshi
- 1999 Judea Pearl
- 2001 Donald Michie
- 2003 Nils Nilsson
- 2005 Geoffrey Hinton
- 2007 Alan Bundy
- 2009 Victor Lesser
- 2011 Robert Kowalski
- 2013 Hector Levesque
- 2015 Barbara Grosz
- 2016 Michael Irwin Jordan
- 2017 Andrew Barto
- 2018 Jitendra Malik
- 2019 Yoav Shoham